# Родевиц (Хохкирх)

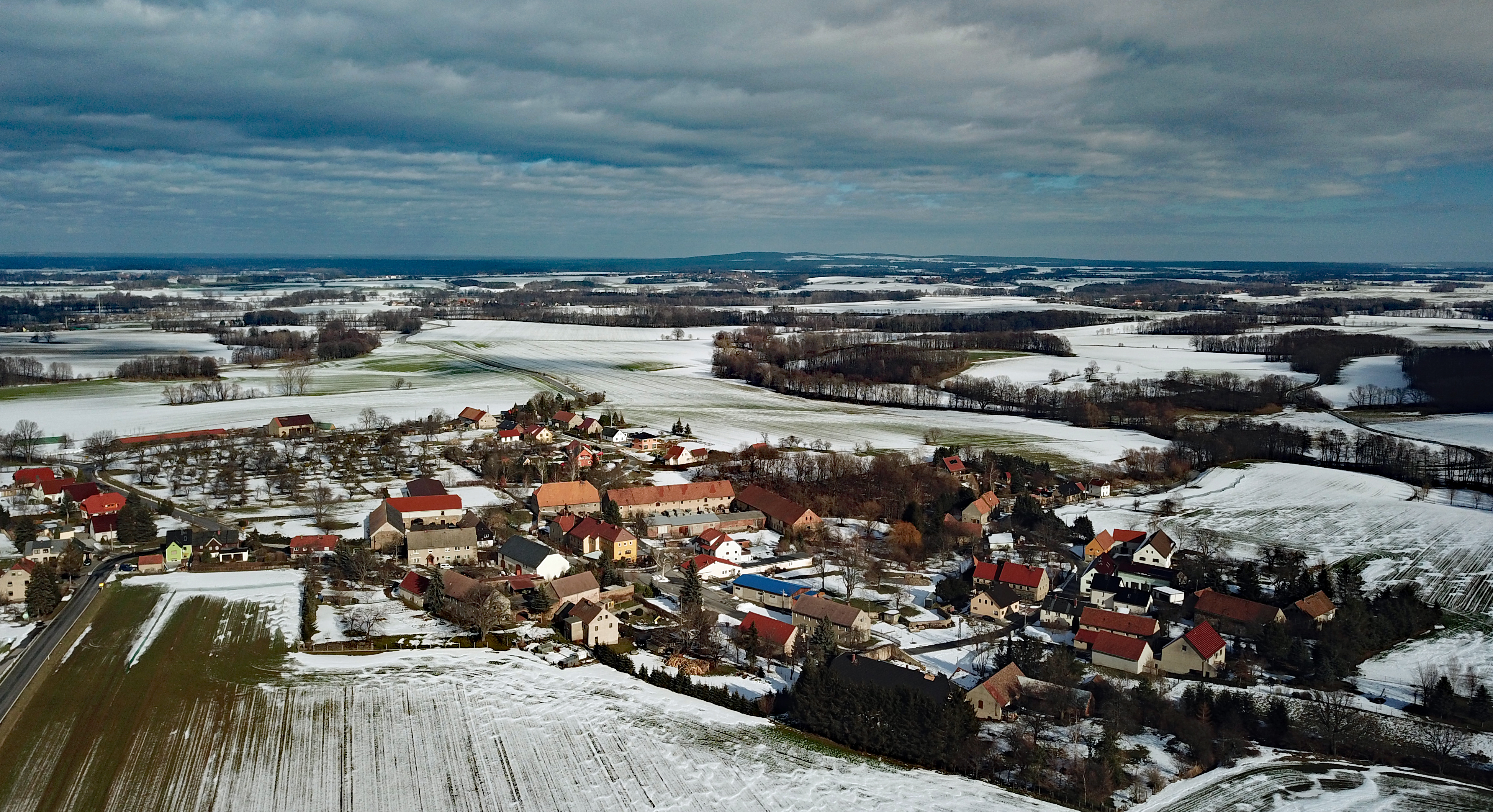

Ро́девиц или Ро́децы (нем. Rodewitz; в.-луж. Rodecyо файле) — деревня в Верхней Лужице, Германия. Входит в состав коммуны Хохкирх района Баутцен в земле Саксония. Подчиняется административному округу Дрезден.

## География
Располагается примерно в трёх километрах на север от административного центра коммуны Хохкирх.
Соседние населённые пункты: на востоке — деревня Луск (входит в городские границы Вайсенберга), на юге — деревня Нечин, на юго-западе — деревня Поморцы и на северо-западе — деревня Дрожджий (входит в городские границы Вайсенберга).

## История
Впервые упоминается в 1232 году под именами своих владельцев — двух братьев Гевехарда и Лудерия из графского рода Родесвиц «Gevehardus et Luderus frater eius de Rodeswiz».
С 1935 по 1965 года входила в коммуну Нитен, с 1965 по 1993 года — в коммуну Поммриц. С 1993 года входит в современную коммуну Хохкирх.
В настоящее время деревня входит в состав культурно-территориальной автономии «Лужицкая поселенческая область», на территории которой действуют законодательные акты земель Саксонии и Бранденбурга, содействующие сохранению лужицких языков и культуры лужичан.
Исторические немецкие наименования
- Gevehardus et Luderus frater eius de Rodeswiz, 1232
- Rodewicz, 1364
- Rodewicz, 1391

## Население
Официальным языком в населённом пункте, помимо немецкого, является также верхнелужицкий язык.
Согласно статистическому сочинению «Dodawki k statisticy a etnografiji łužickich Serbow» Арношта Муки в 1884 году в деревне проживало 226 человек (из них — 195 серболужичан (86 %)).
Лужицкий демограф Арношт Черник в своём сочинении «Die Entwicklung der sorbischen Bevölkerung» указывает, что в 1956 году при общей численности в 377 человек серболужицкое население деревни составляло 23,9 % (из них верхнелужицким языком владело 66 взрослых и 24 несовершеннолетних).
| 1834 | 1871 | 1890 | 1910 | 1925 | 1939 | 1946 | 1950 | 1964 |
| ---- | ---- | ---- | ---- | ---- | ---- | ---- | ---- | ---- |
| 196  | 226  | 186  | 173  | 182  | 236  | 376  | 383  | 333  |